# اللغة الفرنسية في المغرب

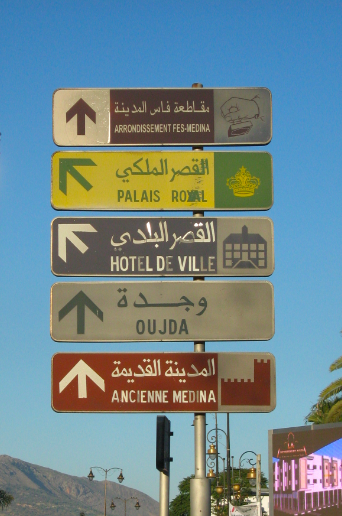
اللغة الفرنسيّة واللغة العربيّة في طريق وطني في المغرب.

اللّغة الفرنسيّة هي اللغة الأجنبية الأولى في المغرب و إحدى اللغتين الاداريتين ،فهي تُستخدم غالبًا في مجالات الأعمال، والمجالات الدّبلوماسية، والحكومية. وتُستخدم كذلك كلغة تواصل مشترك. وتقول عليّة رشدي «تُستخدم الفرنسيّة كلغة ثانية في الأغراض العمليّة».
توجد أرقام مختلفة عن عدد مُتحدثي الفرنسيّة في المغرب. وفقًا لمنظّمة الدّول المتحدّثة بالفرنسية (فرانكفونية) فإن 33% من المغاربة يتحدثونها، منهم 13.5% ينتمون إلى المنظمة بشكل كامل و19.5% ينتمون إليها جزئياً. وطبقاً للتعداد السكاني لعام 2004، فإن حوالي 69% من السّكان المدرجين به يمكنهم قراءة الفرنسية والكتابة بها.

## تاريخ اللغة الفرنسيّة
في عام 1912، قامت السّلطات الاستعماريّة الفرنسيّة بإدخال اللّغة الفرنسيّة للبلاد جاعلين إيّاها لغة الإدارة الحكومية والإرشادات التّعيلميّة، والإعلام؛ لذلك لم تُستخدم العربية التراثية إلّا في الأنشطة التّقليديّة والخدمات الدّينية، فقد كانت الحكومة الفرنسيّة قد قرّرت أن يتم اعتبار الثّقافة واللّغة الفرنسيّة هما «الحضارة والتقدم». وفي عام 1956 أعلنت المغرب استقلالها وأعلنت حكومة المغرب اللغة العربية التراثية لغة رسميّة. ومع بداية السّتّينات من القرن الماضي بدأت الحكومة المغربية عملية التّعريب. وبعد الاستقلال، ومن أجل تسهيل نموّها الاقتصادي ولزيادة الروابط الأوروبية، قرّرت الحكومة المغربية تقوية علاقاتها مع فرنسا ممّا أدّى إلى تقدمها. وبحلول عام 2005 مارس المغرب عمليات تحرير وخصخصة اقتصادية؛ مما أدى إلى التعزيز من استخدام الفرنسية في العديد من القطاعات.
اعتبارًا من 2014، 75٪ من مستخدمي فيسبوك في المغرب نشرت بالفرنسيّة.

## الدّور والاستخدام
تُستخدم الفرنسية أساسًا في الإدارة، والبنوك والتجارة والتعليم والصناعة. وتقول علية رشدي أنّه في المغرب، اللغة الفرنسية «هي عجلة العلوم، والتكنولوجيا، والحضارة الحديثة». وتفسّر قولها بكون اللغة «تم الإبقاء عليها لتكون ذات استخدامات فعالة ولبناء التواصل مع الغرب عموماً».
لقد تمّ ترسيخ اللغة الفرنسية في بعض مظاهر الحياة المغربية بما فيها التعليم، الحكومة، الإعلام والقطاع الخاص، وذلك نتيجة للاستعمار الفرنسي الذي سن سياسة نشر اللغة الفرنسية في أنحاء المغرب خلال فترة الاستعمار. وبحلول عام 2005 وصل حجم التجارة مع فرنسا إلى 75% من التجارة الدولية للمغرب. ويعلق موحى الناجي على هذا بقوله «من الممكن تفهم أهمية فرنسا التي تم محو دلالاتها الاستعمارية أو على الأقل تقليلها بشكل كبير على يد الاستقلال».
يتعلم المغاربة الفرنسية في المدرسة، حيثُ يصل طلاب المرحلة الثانوية إلى درجة اتقانها، ويصبح العديد منهم مُجيدًا للهجة العربية المغربية ويستخدم الفرنسية كلغة ثانية. ويعيش معظم من يتقنون اللغتين معًا في المناطق الحضرية حيث يتوافر التواصل بالفرنسية ونسبة المعرفة بالقراءة والكتابة. ويتعلم العديد من المغاربة الفرنسية لإتمام أعمال مع السياح الفرنسيين؛ للاطلاع على المعلومات، والعلوم والتكنولوجيا؛ أو للحصول على وسائل تعليمية ناطقة بالفرنسية. يقول الناجي «أن المغاربة يتعلمون الفرنسية من أجل أغراض تعليمية، نفعية، أو مجتمعية ثقافية». ويشرح الناجي «درجة إتقان الفرنسية تعتمد على مستوى التعليم ثنائي اللغة والخلفية الاجتماعية والثقافية؛ فكلما كان المستوى التعليمي مرتفع أو كانت العائلة ذات أصول أغنى كلما زاد استخدام الفرنسية وزاد الاستخدام المتبادل بين العربية والفرنسية على لسان المتحدث هذه العوامل تحدد قدرة المتحدث على اختيار لغة على أخرى في موقف محدد».
يقول عبد العالي بن طحيلة مؤلف كتاب «المواقف اللغوية حول الثنائية العربية-الفرنسية في المغرب» أن المغاربة المتحدثين باللغتين غالبًا ما يستخدمون الفرنسية عند مناقشة أمور متعلقة بالقراءة، أو الصيدلة، أو مناقشة أمر مع طبيب أو موظف، أو عند تبادل الأراء حول موضوعات علمية أو تقنية. ويضيف موحى الناجي أن المغاربة يميلون للتحدث بالفرنسية في نقاشاتهم في العمل أو المدرسة، ولذلك فإن الفرنسية هي الأكثر شيوعًا في حوارات المكاتب والمدارس. وإذا كانت المجموعة الأخرى قد تعلمت تعليمًا فرنسيًا فإن المغاربة غالبًا ما يتحدثون بالفرنسية أو بالمزيج بين الفرنسية والعربية. وللغة الفرنسية مكانة عالية في المجتمع المغربي، لذا يمزج العديد من المتحاورين بين العربية والفرنسية أو يستخدمون كلمات فرنسية في المحادثات العربية غير الرسمية. ووفقًا لقول الناجي، فإن المغاربة المتحدثين باللغتين يستخدمون الفرنسية فقط في الكتابة، كما يميلون إلى مناقشة الموضوعات العلمية والتقنية فقط بالفرنسية، فهذه اللغة تحمل دلالات رسمية في المغرب.
و تقول علية رشدي «هيمنة اللغة الفرنسية يوحي أن فرص تقوية مكانة اللغة العربية التراثية قد تقلّصت».

## اللغة الفرنسية والفن
اللغة الفرنسية هي المستخدمة بشكل أساسي في الفنون الأكاديمية، فالمحاضرات الأكاديمية الأدبية كانت تلقى باللغة الفرنسية خلال خمسة عقود حتى عام 2010، والمشاركات في الأعمال الفنية والمقالات الأدبية كانت تُنشر بالفرنسية بينما بعض أغلفة الصحف في صالات المعارض كانت بالعربية. وتعتبر الفرنسية هي اللغة الرئيسية للمتاحف الفنية في المغرب؛ ففي متحف أودياس والمتحف القومي للفنون يتم كتابة التاريخ بالفرنسية فقط، بينما تكتب العديد من الملصقات على المعروضات بالعربية والفرنسية معًا. فالمغاربة يتصورون أن رواد المتاحف والأعمال الفنية هم في الغالب متحدثين بالفرنسية. كاترزينا بييبرزاك، مؤلفة كتاب«المتاحف المُفترضة: الفن والحداثة في مغرب ما بعد الاستعمار»، تقول «الرؤية الفنية الحديثة أو الأكاديمية هي لغة تم تعلمها في كليات الفنون في أوروبا.»
تختتم بييبرزاك قولها بأن «استخدام اللغة الفرنسية يعكس الاحتياج لأن تكون مسموعًا ومشاركًا في المجال والسوق الفني العالمي المحكوم من الغرب» وأن «اللغة الفرنسية مستمرة في دورها كلغة تواصل مشتركة تجمع فناني المغرب ليس بأوروبا ولكن أيضا بالدول الأفريقية المتحدثة بالفرنسية.»

## المواقف تجاه الفرنسيّة
على الرغم من كونه إرث استعماري -على حد تعبير رشدي- "مازال للغة الفرنسية قدرها بين النخبة الحاكمة والعامة". ويقول الناجي "معظم المغاربة يعلمون أن اللغة العربية الفصحى لا تُلبّي جميع احتياجاتهم الاجتماعية، وبأنه من الضّروري وجود لغة أوروبية لانتقال الأفكار والتكنولوجيا، وللتّواصل مع العالم على نطاق واسع، حتى وإن كانت تلك اللّغة هي مجرد لغة الاستعمار السّابق.
وأضافت رشدي بقولها «اللغة العربية التراثية والحديثة واللغة الفرنسية في صراع دائم، ولكن معظم المغاربة يعتقدون بأن الثنائية اللّغوية بين العربية التراثية والفرنسية هو اختيار حتمي من أجل تطور المغرب».